# 剑叶梭罗
剑叶梭罗（学名：Reevesia lancifolia）为梧桐科梭罗树属下的一个种。

## 扩展阅读
- 維基物種上的相關：剑叶梭罗